# 下川手駅
下川手駅（しもかわてえき）は、岐阜県稲葉郡厚見村下川手（現在の岐阜市）にあった、名古屋鉄道名岐線の駅。
現在の茶所駅と岐南駅の間に存在した。

## 歴史
- 1914年（大正3年）6月2日 美濃電気鉄道の駅として開業。
- 1942年（昭和17年）4月1日以前（正式日不明） - 廃止。

## 現在
駅は現在の茶所駅より名鉄名古屋駅方面に、約700m、岐南駅より名鉄岐阜駅方面に、約800m付近にあったと推測される。茶所検車支区の南口の、名古屋本線と岐阜県道77号岐阜環状線との踏切の南にある名鉄変電所から南へ約100m付近である。ここにわずかに線路の敷地が広い箇所が、約50mにわたり存在する。
現在の地名は、岐阜県岐阜市下川手である。

## 隣の駅
名古屋鉄道
名岐線
特急・急行
通過
普通
境川駅 - 下川手駅 - 茶所駅